# Àlvar VIII del Congo
Àlvar VIII Mvemba a Mpanzu de la casa Kinlaza (Kinlaza kanda), va ser rei del regne del Congo a Mbanza Kongo, de 1666 a 1669.
Va ser elevat al tron per Paulo da Silva, comte de Soyo, que va matar el seu predecessor, el rei Álvaro VII. El 1667, va enviar al seu ambaixador, Anastasio, a Luanda (Angola), per negociar un tractat que va cedir als portuguesos el dret a explotar les mines del Congo, situada a les províncies de Mbamba i Mpemba. Teodosi, duc de Mbamba, va saludar la decisió del rei, però s'hi va negar Pere, duc de Mbemba.
Al capdavant d'un petit exèrcit, el duc de Mbemba va matar Teodosi i després va envair la capital del regne, São Salvador, va matar Àlvar VIII i es va proclamar rei amb el nom de Pedro III.